# Bahnhof Yoshiwara
Der Bahnhof Yoshiwara (jap. 吉原駅, Yoshiwara-eki) ist ein Bahnhof auf der japanischen Insel Honshū, betrieben von der Bahngesellschaft JR Central. Er befindet sich in der Präfektur Shizuoka auf dem Gebiet der Stadt Fuji.

## Verbindungen
Yoshiwara ist ein Anschlussbahnhof an der von JR Central betriebenen Tōkaidō-Hauptlinie, einer der bedeutendsten Bahnstrecken Japans. Von dieser zweigt die Gakunan-Linie der lokal tätigen Bahngesellschaft Gakunan Tetsudō nach Gakunan-Enoo ab. Regionalzüge verkehren auf der Tōkaidō-Hauptlinie, abhängig von Streckenabschnitt und Tageszeit, drei- bis sechsmal pro Stunde zwischen Atami und Shizuoka. Die Züge der Gakunan-Linie verkehren alle 20 bis 30 Minuten. Die Bushaltestelle vor dem Bahnhof wird von drei Linien des Unternehmens Fujikyū Shizuoka Bus bedient.

## Anlage
Der Bahnhof steht im Stadtteil Suzukawahonchō und ist von Osten nach Westen ausgerichtet. Er besitzt zwölf Gleise, von denen vier dem Personenverkehr dienen. Der Hauptteil des Bahnhofs an der Tōkaidō-Hauptlinie besitzt einen überdachten Mittelbahnsteig. Das Empfangsgebäude besitzt die Form eines Reiterbahnhofs, der von dort zur Nordseite der Anlage reicht. In Richtung Süden führt eine breite Fußgängerbrücke und überquert dabei auch ein kleines zweigleisiges Depot für Arbeitswagen. Der Bahnhof der Gakunan Tetsudō steht etwas versetzt, rund hundert Meter weiter westlich. Er ist betrieblich gesehen ein Kopfbahnhof, da seine beiden Gleise stumpf in einem separaten Empfangsgebäude enden. Über eine gedeckte Überführung ist das Gebäude mit dem Mittelbahnsteig der Tōkaidō-Hauptlinie verbunden.
Im Jahr 2016 zählte der JR-Bahnhof täglich durchschnittlich 3327 Fahrgäste, der Bahnhof der Gakunan Tetsudō 1935 Fahrgäste.

## Bilder

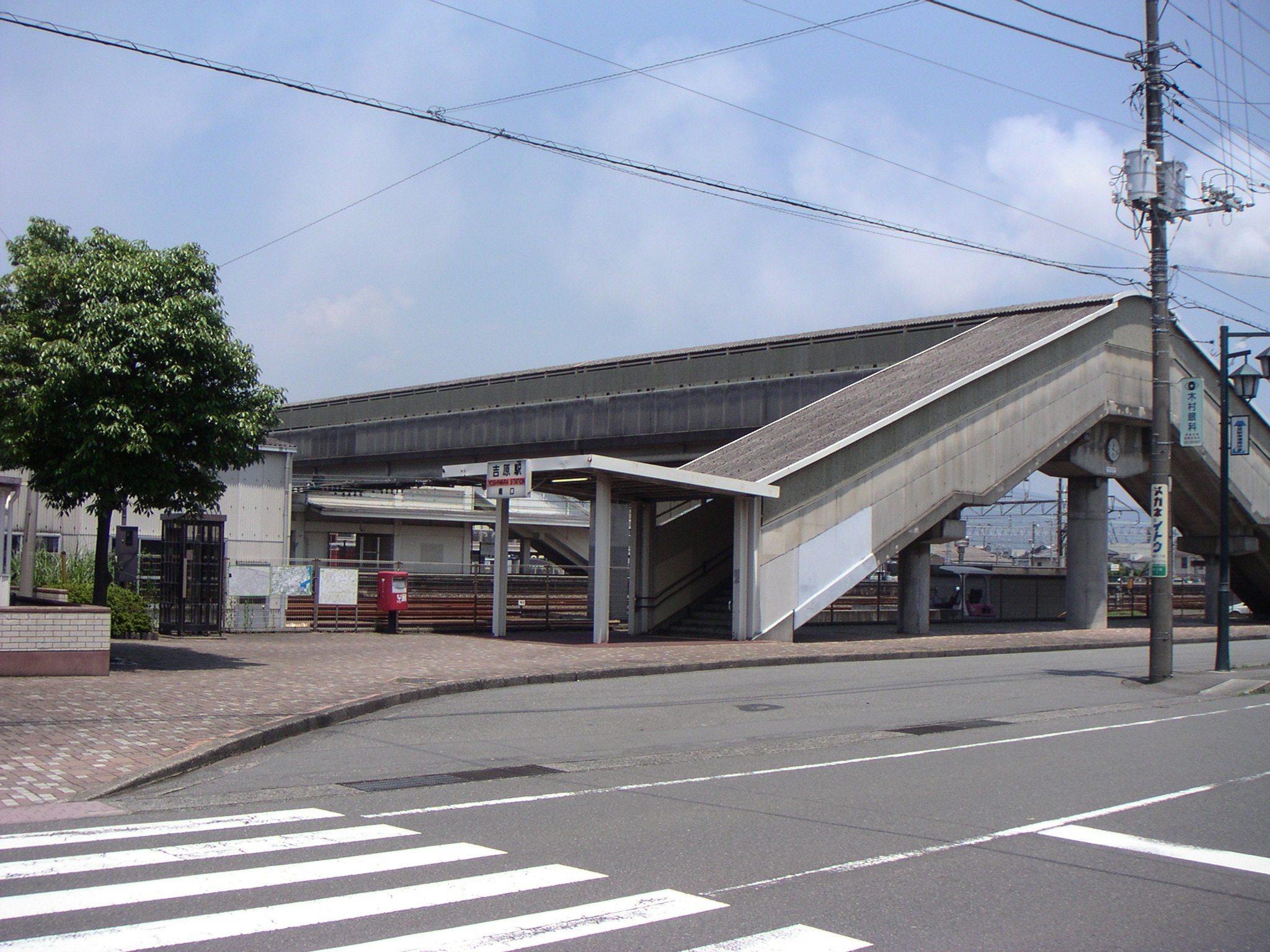
Fußgängerbrücke
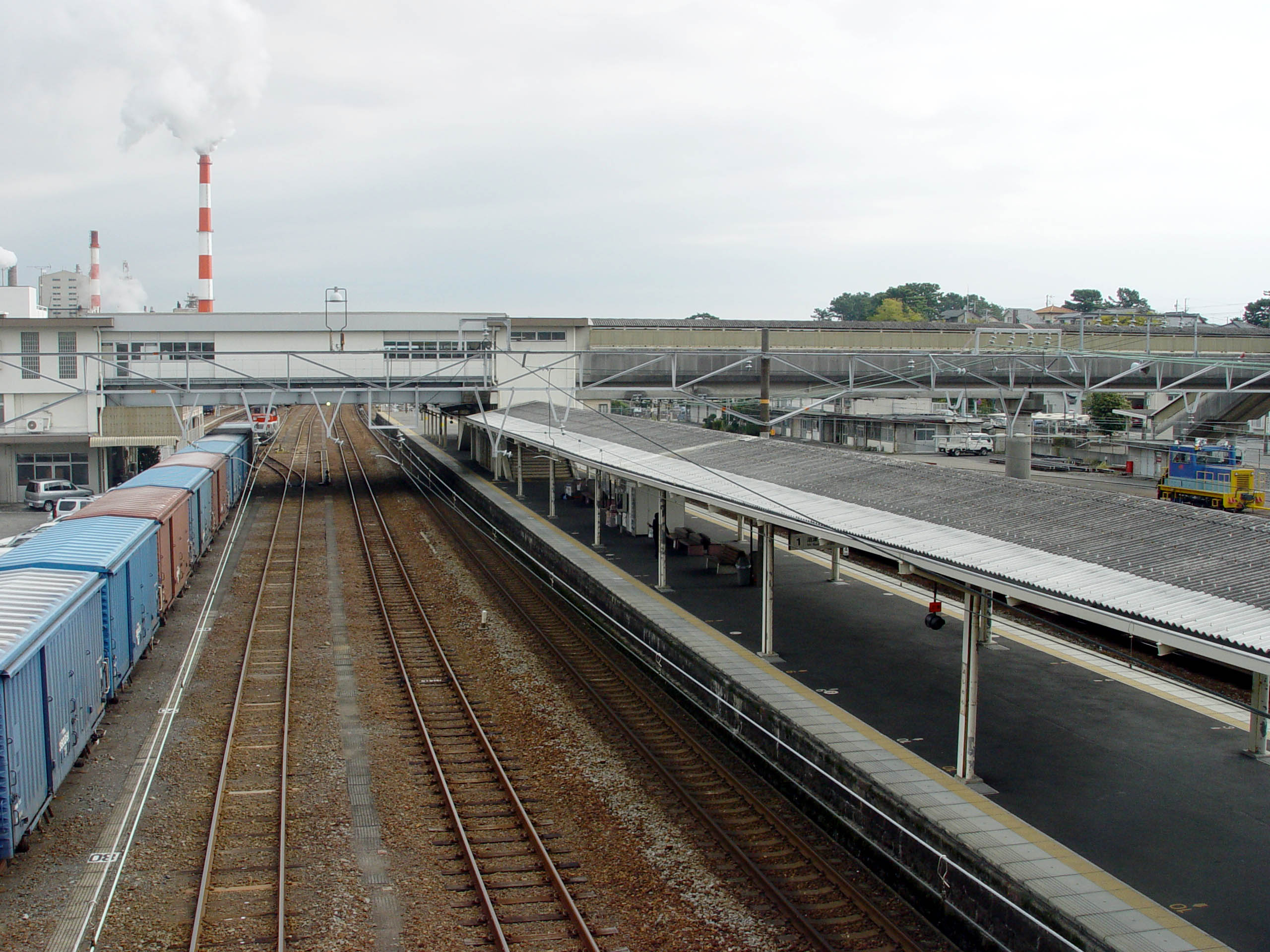
Aussicht von der westlichen Überführung
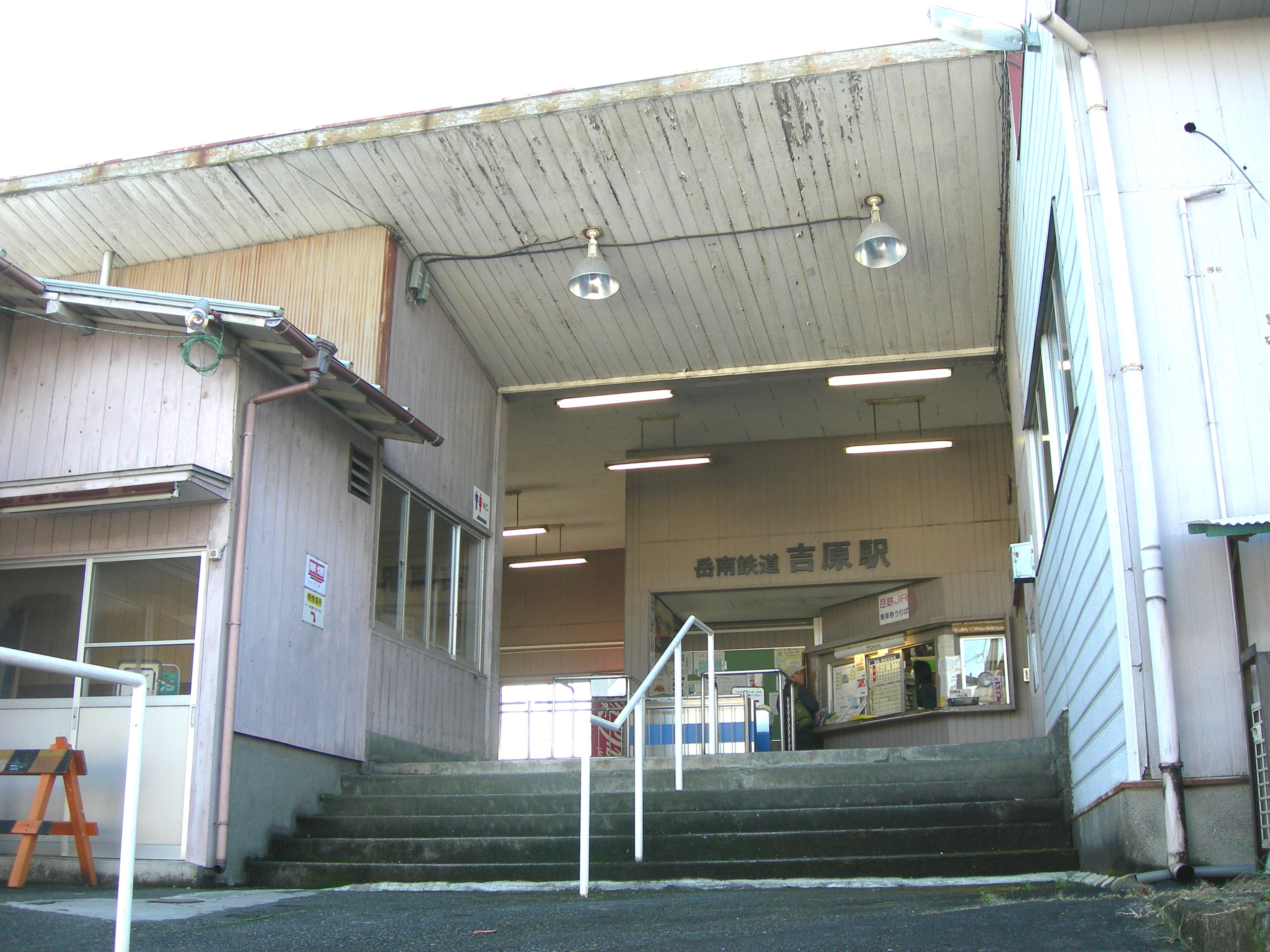
Empfangsgebäude der Gakunan Tetsudō
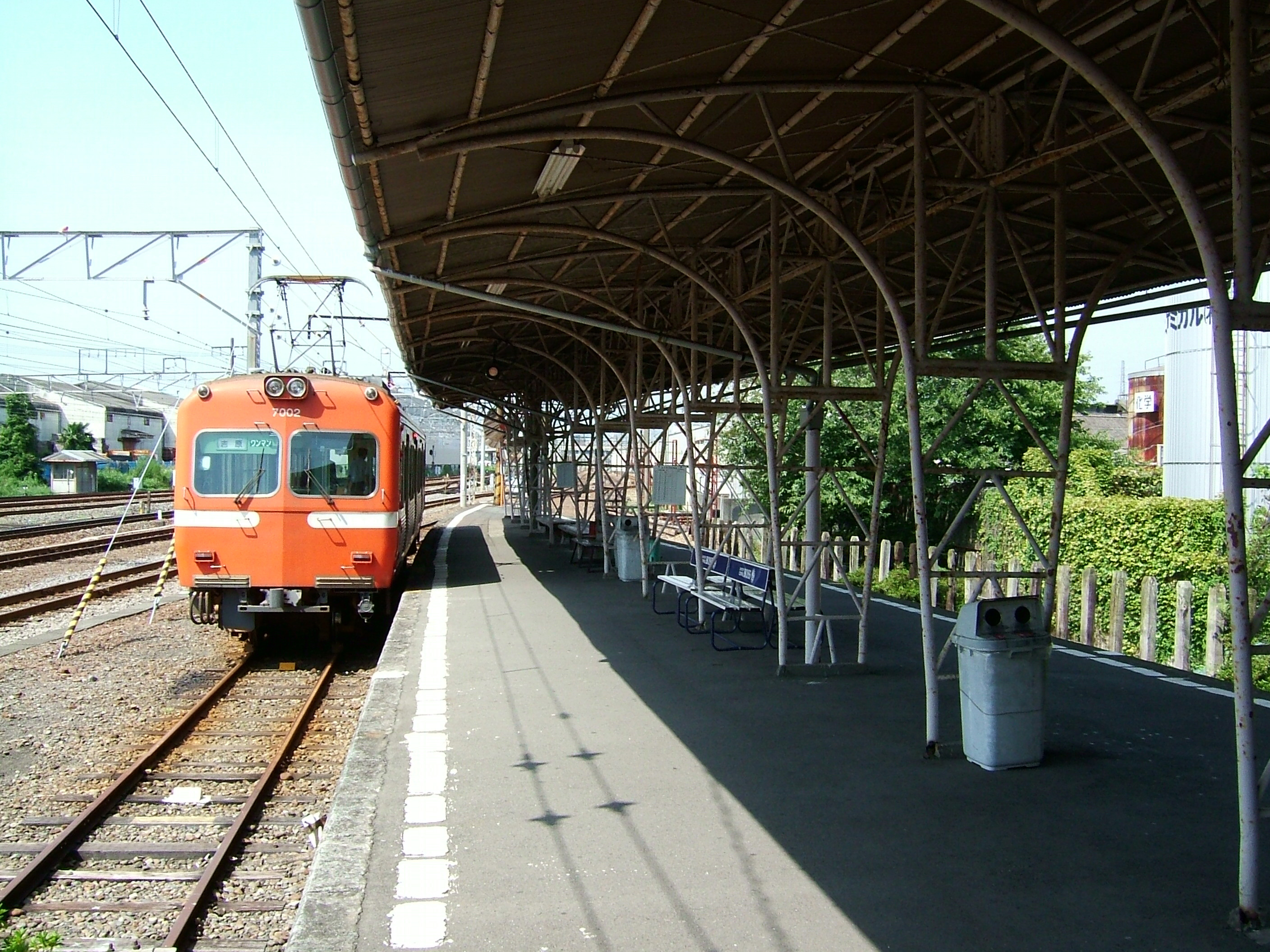
Bahnsteig der Gakunan Tetsudō
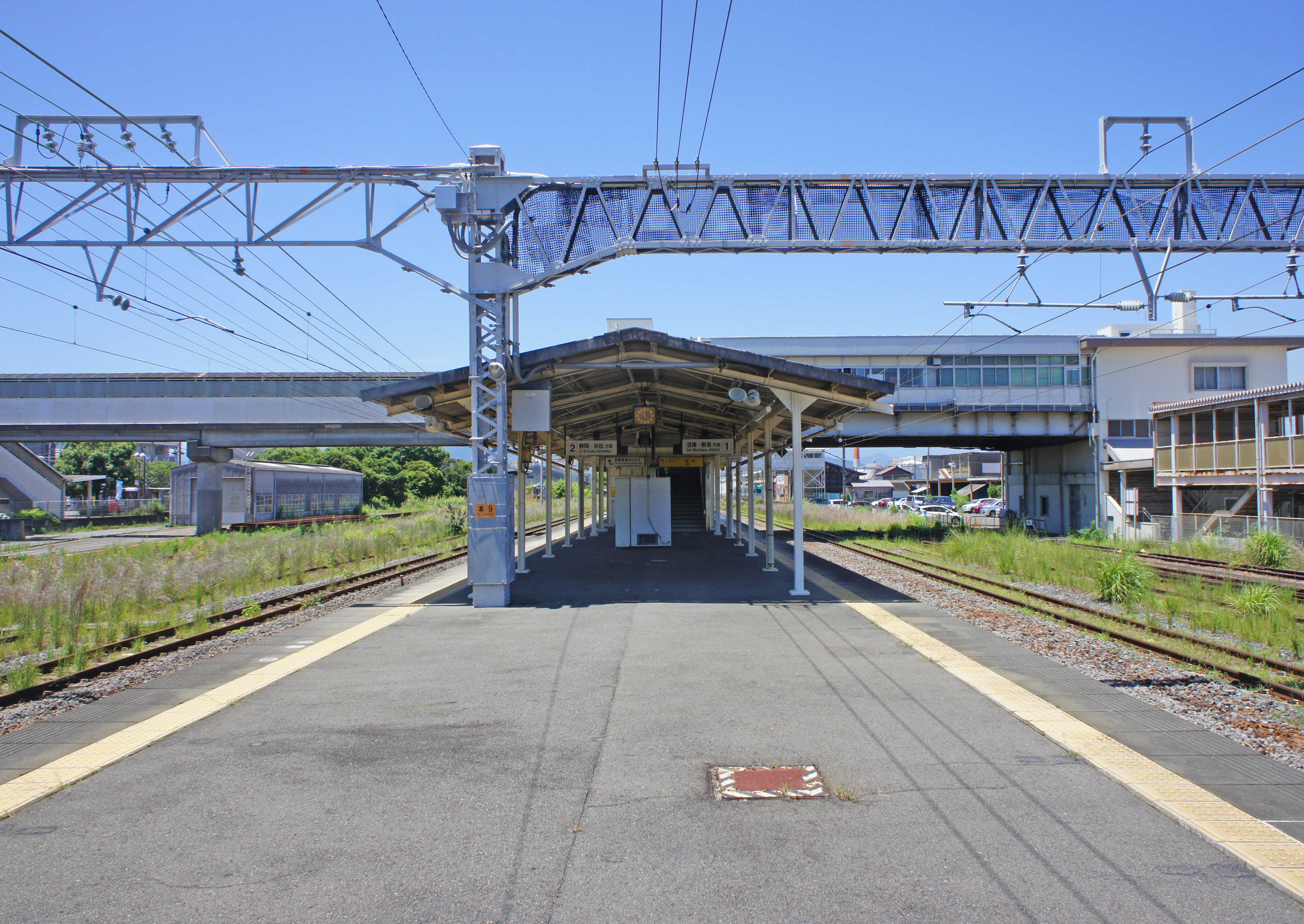
Bahnsteigansicht (Juli 2022)

## Linien
| Verlauf der Tōkaidō-Hauptlinie (Atami–Toyohashi) |
| --- |
| Atami • Kannami • Mishima • Numazu • Katahama • Hara • Higashi-Tagonoura • Yoshiwara • Fuji • Fujikawa • Shin-Kambara • Kambara • Yui • Okitsu • Shimizu • Kusanagi • Higashi-Shizuoka • Shizuoka • Abekawa • Mochimune • Yaizu • Nishi-Yaizu • Fujieda • Rokugō • Shimada • Kanaya • Kikugawa • Kakegawa • Aino • Fukuroi • Iwata • Toyodachō • Tenryūgawa • Hamamatsu • Takatsuka • Maisaka • Bentenjima • Araimachi • Washizu • Shinjohara • Futagawa • Toyohashi |

## Geschichte
Die staatliche Eisenbahnverwaltung eröffnete den Bahnhof am 1. Februar 1889, zusammen mit dem Abschnitt Shizuoka–Kōzu der Tōkaidō-Hauptlinie (wobei ein Teil davon der heutigen Gotemba-Linie entspricht). Zunächst trug der Bahnhof den Namen Suzukawa (鈴川). Unter dieser Bezeichnung wird er auch im Roman Shirobanba von Yasushi Inoue beschrieben. Am 26. Juni 1890 nahm der Papierkonzern Fuji Seishi die Fuji-Pferdebahn (富士馬車鉄道, Fuji Basha Tetsudō) in Betrieb. Sie führte von Suzukawa nach Ōmiya (heute Fujinomiya) und diente neben dem lokalen Post- und Personenverkehr vor allem dem Transport von Holz zum Papierwerk neben dem Bahnhof. Der letzte verbliebene Abschnitt wurde am 6. Juli 1914 stillgelegt. 1939 ließ der Papierkonzern Daishōwa Seishi (heute Nippon Paper Group) ein Anschlussgleis zu seinem Werk verlegen.
Am 18. November 1949 eröffnete die private Bahngesellschaft Gakunan Tetsudō den ersten Abschnitt der Gakunan-Linie; etwas mehr als drei Jahre später war die Strecke vollendet. Seinen heutigen Namen Yoshiwara erhielt der Bahnhof am 10. April 1956. Im Jahr ersetzte die Japanische Staatsbahn das Empfangsgebäude durch einen Neubau, am 14. März 1985 stellte sie aus Kostengründen die Gepäckaufgabe ein. Als Folge der Staatsbahnprivatisierung ging der Hauptteil des Bahnhofs am 1. April 1987 in den Besitz der neuen Gesellschaft JR Central über, während JR Freight nun für den Güterverkehr zuständig war. 1994 beschränkte sich JR Freight auf die Abfertigung von Containern und am 17. März 2012 wurde der Güterverkehr ganz eingestellt.